# Saint-Romain-de-Monpazier
Saint-Romain-de-Monpazier település Franciaországban, Dordogne megyében. Lakosainak száma 108 fő (2022. január 1.). Saint-Romain-de-Monpazier Montferrand-du-Périgord, Saint-Avit-Rivière, Saint-Marcory, Marsalès, Lolme és Sainte-Croix községekkel határos.

## Népesség
A település népessége az elmúlt években az alábbi módon változott:
| Lakosok száma | 72   | 67   | 78   | 80   | 92   | 100  | 110  | 113  | 116  | 108  |
|               | 1968 | 1982 | 1990 | 2006 | 2013 | 2015 | 2017 | 2019 | 2020 | 2022 |